# Lotta biologica

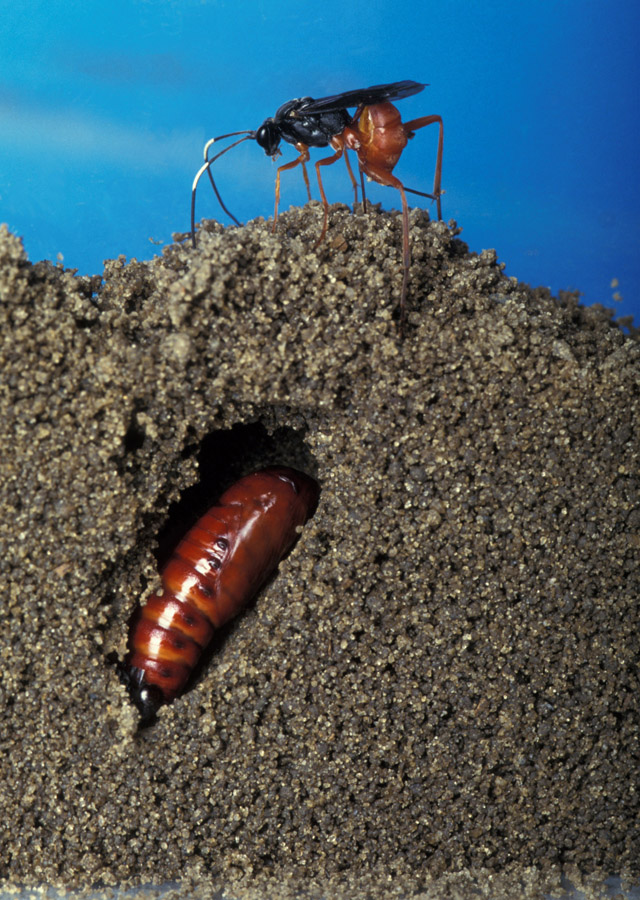
La femmina di un Icneumonide all'atto dell'ovideposizione nella camera pupale di una crisalide di Lepidottero

La lotta biologica è una tecnica che sfrutta i rapporti di antagonismo fra gli organismi viventi per contenere le popolazioni di quelli dannosi all'uomo. Questa tecnica si è evoluta a fini agronomici e in genere si applica in campo agroalimentare ma per estensione si può applicare in ogni contesto che richieda il controllo della dinamica di popolazione di un qualsiasi organismo.

## Principi fondamentali
All'interno di ogni ecosistema, ogni specie è soggetta all'interazione con fattori di controllo, viventi o non, che regolano la dinamica della popolazione. Un ruolo non trascurabile è rappresentato dal controllo biologico da parte degli organismi viventi che con quella specie instaurano rapporti di antagonismo come la predazione, il parassitismo, la competizione interspecifica. I fattori biotici di controllo della popolazione di una determinata specie fanno parte integrante della capacità di reazione omeostatica di un ecosistema. In un ecosistema naturale, pertanto, le variazioni di popolazione di una specie inducono dinamici adattamenti dei componenti dell'ecosistema che interagiscono con la sua nicchia ecologica. Il risultato è una variazione ciclica che tende a contenere le pullulazioni e, nel contempo, a evitarne l'estinzione, a meno che non si verifichino nell'ambiente mutamenti tali che portano - in senso evolutivo o regressivo - ad un avvicendamento delle biocenosi.
Qualsiasi evento, applicato ad un agrosistema o altro sistema antropizzato, comporti il controllo di una specie dannosa da parte di un suo antagonista naturale può essere definito un mezzo di lotta biologica. La lotta biologica pertanto non è altro che l'applicazione di un modello di omeostasi in un sistema artificiale.
Per le sue prerogative la lotta biologica non abbatte la popolazione di un organismo dannoso, bensì la mantiene entro livelli tali da non costituire un danno. Questo aspetto differenzia nettamente la lotta biologica da altri mezzi di difesa, come ad esempio la lotta chimica convenzionale e la lotta biotecnica, nei quali si può anche contemplare l'azzeramento della popolazione dell'organismo dannoso. Ad esempio, l'impiego del Bacillus thuringiensis potrebbe essere interpretato come un mezzo di lotta biologica, in realtà ha prerogative che si avvicinano più alla lotta chimica che alla lotta biologica in quanto consiste in un intervento che si prefigge di abbattere la popolazione del fitofago indipendentemente dagli sviluppi successivi. Al contrario, l'inoculo di un predatore o di un parassitoide in un agrosistema, ai fini della sua acclimatazione, è da considerarsi un intervento di lotta biologica in quanto il meccanismo di controllo del fitofago si basa sull'evoluzione dinamica delle popolazioni secondo i modelli ecologici.

## Storia della lotta biologica
La lotta biologica trova le sue radici negli studi sulla biologia e l'etologia degli organismi viventi condotti dai naturalisti nei secoli XVII e XVIII. Nell'ambito di questi studi, alcuni naturalisti come Aldovrandi, Redi, Vallisneri e altri, gettarono le basi per una moderna conoscenza della vita sugli "organismi inferiori" e sulle interrelazioni fra insetti entomofagi e fitofagi.

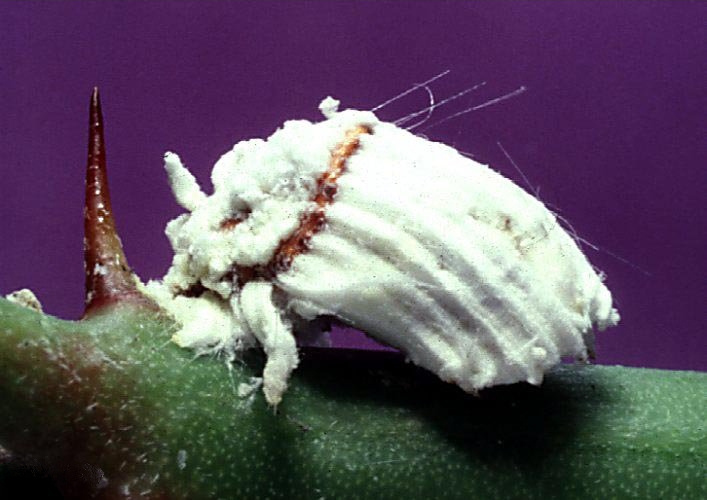
Icerya purchasi, una cocciniglia cosmopolita controllata efficacemente con la lotta biologica

Le prime esperienze di applicazione di lotta biologica si ebbero tuttavia nella prima metà del XIX secolo, caratterizzate da tentativi di liberazione di Coleotteri predatori in giardini pubblici o privati. A partire dalla metà del XIX secolo gli studi sulla lotta biologica si orientarono verso il principio di introdurre, ai fini dell'acclimatazione, uno o più nemici naturali contro specifici fitofagi esotici, importati dallo stesso ambiente. Fu nel 1888 che ebbe inizio negli USA uno dei più grandi successi della lotta biologica: negli agrumeti della California si stava rivelando particolarmente dannosa e di difficile controllo la cocciniglia Icerya purchasi, proveniente dall'Australia.
Nell'habitat di origine questa cocciniglia non causava alcun danno, mentre in California il livello di infestazione era arrivato a livelli tali da compromettere la futura sopravvivenza dell'agrumicoltura in questa regione. L'allora capo del Federal Entomological Service, Charles Valentine Riley, inviò un suo collaboratore, Albert Koebele, in Australia allo scopo di raccogliere antagonisti naturali della cocciniglia. Fu così introdotto il Coccinellide predatore Rodolia cardinalis con risultati clamorosi, in quanto questo piccolo predatore debellò completamente la piaga dell'Icerya in California. Il successo di questa strategia fu tale che nei decenni successivi il coleottero fu progressivamente introdotto in tutte le regioni agrumicole del pianeta. La cocciniglia è una specie cosmopolita comunemente presente nell'entomofauna degli agrumi, ma non rappresenta mai un problema in quanto efficacemente controllata dalla Rodolia. A distanza di oltre un secolo la felice intuizione di Riley è ancora citata in tutti i manuali di Entomologia come la pietra miliare della lotta biologica.
I decenni a cavallo fra la fine del XIX secolo e l'inizio del XX secolo sono costellati di numerose esperienze di lotta biologica, molte in realtà fallimentari a causa di limitate conoscenze. Va considerato che in questa epoca le conoscenze in campo entomologico realizzarono comunque grandi progressi, mentre l'applicazione della chimica come mezzo di difesa dei vegetali era ancora agli albori. Il controllo biologico si presentava pertanto come la prospettiva più promettente. Fra le tappe significative dei successi della lotta biologica si possono citare le seguenti:
- 1902. Nelle isole Hawaii iniziò un progetto per il controllo biologico di una pianta infestante proveniente dal Messico, la Lantana camara. Koebele importò dal Messico oltre 20 specie di fitofagi dannosi a questa pianta. Alla liberazione nel nuovo ambiente seguì l'acclimatazione di 8 specie, che riuscirono a ridimensionare la pericolosa diffusione dell'infestante.
- 1912. Ebbe inizio in Australia un piano di lotta biologica contro le specie di Opuntia, che nei primi decenni del secolo arrivarono ad infestare oltre 20 milioni di ettari. L'introduzione della cocciniglia Dactylopius indicus (dall'India) e del lepidottero Cactoblastis cactorum (dal Sudamerica) permise una forte riduzione della diffusione delle infestanti.
- 1913. Negli agrumeti californiani comparve un altro temibile fitofago, la cocciniglia Pseudococcus calceolariae, raggiungendo livelli d'infestazione preoccupanti. Questa cocciniglia era controllata nelle regioni costiere dal Coccinellide Cryptolaemus montrouzieri, introdotto da Koebele fin dal 1892. Questo predatore, tuttavia, non riusciva ad acclimatarsi nelle regioni più interne. Dal 1916 al 1930 furono realizzati negli USA 16 allevamenti massali di C. montrouzieri, allo scopo di lanciarli ad ogni stagione nelle regioni in cui non poteva acclimatarsi. La strategia si rivelò vincente: il coleottero controllava efficacemente lo Pseudococcus. Con questa esperienza si concretizzò pertanto il concetto di biofabbrica, vale a dire di struttura finalizzata a riprodurre in massa organismi ausiliari da impiegare nella lotta biologica.
- 1928. L'introduzione di alcuni Imenotteri Calcidoidi parassitoidi dello Pseudococcus calceolariae risolse definitivamente il problema di questa cocciniglia. Il Cryptolaemus continuò tuttavia ad essere allevato perché efficacemente impiegato per il controllo biologico di un'altra cocciniglia, il Planococcus citri (cotonello degli agrumi).
- 1956. Negli agrumeti di Israele fu importato dalla Cina l'Imenottero Afelinide Aphytis holoxanthus per il controllo della cocciniglia Chrysomphalus aonidum. La pericolosità del fitofago fu drasticamente ridimensionata in soli 3 anni.

A fronte dei casi eclatanti, nel corso del primo cinquantennio del XX secolo si è verificato un elevato numero di insuccessi, da attribuire a cause svariate secondo i contesti e gli eventi:
- limiti intrinseci del controllo biologico;
- errati inquadramenti sistematici dei fitofagi o degli ausiliari;
- limiti nella conoscenza della morfologia, della biologia e dell'etologia;
- difficoltà di inquadrare le esperienze nell'ambito di modelli sperimentali che potessero permettere un'evoluzione del metodo.

Nella seconda metà del XX secolo, le applicazioni di lotta biologica hanno visto risultati altalenanti e per lo più erano circoscritte in ambiti sperimentali più che operativi; l'applicazione ha indubbiamente risentito della concorrenza da parte della lotta chimica, che nel frattempo si è evoluta fino alla diffusione su larga scala dell'impiego dei clororganici e dei fosforganici. D'altra parte, salvo casi limitati ed eclatanti come quelli citati, la lotta chimica ha in genere mostrato la sua efficacia nel breve termine sia nei risultati sia nella semplicità di applicazione, mentre la lotta biologica rivela i suoi benefici nel lungo termine e in un contesto generale di aleatorietà dovuta ai molteplici fattori che la influenzano.
Negli ultimi decenni la lotta biologica ha avuto un notevole progresso anche in ambito operativo. Le ragioni sono molteplici, ma fra queste hanno avuto un ruolo di rilievo le problematiche legate all'uso massiccio dei fitofarmaci nel lungo periodo e le conoscenze più consolidate in campo entomologico. Rispetto alle strategie sviluppate o studiate dalla seconda metà del XIX secolo fino agli anni cinquanta, la lotta biologica s'inquadra meglio come mezzo integrato nell'ambito di piani di difesa più compositi, soprattutto se coadiuvato da metodi di lotta biotecnica.

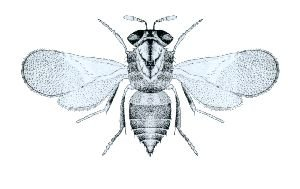
Aphelinus mali, un Imenottero parassitoide introdotto in Italia agli inizi del XX secolo per il controllo biologico dell'afide lanigero del melo (Eriosoma lanigerum)

In Italia le sperimentazioni nel campo del controllo biologico hanno avuto applicazione soprattutto nella prima metà del XX secolo. Hanno avuto un ruolo di rilievo, in questo settore, Antonio Berlese e Filippo Silvestri, ai quali sono attribuiti i più importanti contributi: ad esempio, Berlese introdusse in Italia la Rodolia cardinalis contro l'Icerya purchasi nel 1901, la Prospaltella berlesei contro la Diaspis pentagona (Cocciniglia bianca del Pesco) nel 1906, l'Aphelinus mali contro l'Eriosoma lanigerum (Afide lanigero del Melo); a Silvestri si devono invece le conoscenze derivate dai suoi viaggi alla ricerca dei nemici naturali della Mosca delle olive e della Mosca mediterranea della frutta. Fu lo stesso Silvestri a dare impulso al controllo biologico della Mosca della frutta nelle isole Hawaii con le specie del genere Opius.
Malgrado il notevole impegno di Berlese, Silvestri e altri studiosi che fanno parte integrante della storia dell'Entomologia italiana (Grandi, Russo, Monastero, Viggiani, Crovetti, ecc.) i tentativi di introduzione di entomofagi esotici, nell'arco di oltre mezzo secolo, si contano in poche decine e la maggior parte caratterizzati da insuccessi o da risultati contraddittori o incerti. Salvo casi circoscritti (es. la R. cardinalis), le poche specie stabilmente acclimatate non permettono da sole il controllo biologico integrale, ma si collocano piuttosto in un contesto di regolazione naturale delle popolazioni dei fitofagi, ad esse associate, che affianca strategie di difesa integrata.

## Metodi di lotta biologica
La lotta biologica può essere condotta con differenti strategie alternative. Non esiste una strategia più valida delle altre: ogni metodo va inquadrato in uno specifico ambito applicativo in relazione alla biologia delle specie interessate, alle peculiarità climatiche e ambientali in cui si opera, alla dimensione del contesto (estensione, soggetti coinvolti, ecc.).

### Metodo propagativo
Questo metodo consiste nell'introduzione di uno o più nemici naturali del fitofago che si vuole combattere, importandoli dall'areale d'origine del fitofago. L'obiettivo del metodo propagativo è quello di far acclimatare nel nuovo ambiente gli organismi ausiliari introdotti e riprodurre in questo modo le condizioni che nell'areale di origine consentono una regolazione naturale della dinamica della popolazione del fitofago.
Un esempio pratico del metodo propagativo è quello che ha permesso il controllo biologico dell'Icerya purchasi (cocciniglia parassita) con la Rodolia cardinalis (coccinella predatore). Il metodo propagativo è quello più efficace in una prospettiva di lungo termine, perché risolve definitivamente il problema di un fitofago grazie alla sua intrinseca capacità di mantenersi autonomamente, tuttavia il successo del metodo propagativo è subordinato all'esistenza di condizioni che ne permettano l'applicazione. Per questa ragione, nell'arco di un secolo di tentativi di applicazione, i successi realizzati integralmente con il metodo propagativo si riducono a poche decine di casi.
Il metodo propagativo si può applicare con due differenti approcci:
1. Introduzione di una sola specie antagonista.
2. Introduzione di più specie antagoniste.

Le due strategie non sono equamente condivise dagli studiosi. Ad esempio, Berlese riteneva che l'introduzione di più ausiliari fosse dannosa perché l'occupazione della stessa nicchia ecologica era causa di una competizione interspecifica che riduceva l'efficacia dell'entomofago più attivo; sul fronte opposto, Silvestri era un fautore dell'introduzione del maggior numero possibile di nemici naturali provenienti da diverse regioni. Le esperienze maturate hanno messo in rilievo una maggiore efficacia del secondo approccio rispetto al primo: difficilmente si riesce a controllare un fitofago introducendo una sola specie antagonista, mentre le prospettive di successo aumentano con l'introduzione di più specie, soprattutto quando queste sono in grado di adattarsi a nicchie ecologiche e/o a microambienti differenti. In genere anche nei casi di effettiva competizione fra gli ausiliari, difficilmente si ha una perdita di efficacia del controllo biologico.

### Metodo inondativo
Questo metodo consiste nella liberazione di un numero elevato di esemplari di un predatore o un parassitoide in modo tale da alterare sensibilmente i rapporti numerici fra la popolazione del fitofago e quella dell'antagonista. Questo metodo presuppone la possibilità che l'antagonista possa essere allevato e moltiplicato in un allevamento massale.
Per le sue prerogative si colloca a metà strada fra la lotta biologica propriamente detta e la lotta biotecnica e presenta molte analogie con la lotta microbiologica in quanto si pone l'obiettivo di ridurre in tempi brevi la popolazione del fitofago.
Il metodo inondativo è stato spesso oggetto di critiche e polemiche per diversi motivi. A prescindere dagli elevati costi che possono riguardare gli allevamenti massali, spesso il metodo inondativo ha dato risultati inferiori alle aspettative o contraddittori. Una delle applicazioni di maggiore portata si ebbe fra gli anni venti e gli anni quaranta nella difesa della canna da zucchero contro i Lepidotteri. Si avviò l'allevamento massale di alcune specie di Trichogramma, Imenotteri predatori oofagi, e per diversi anni questi ausiliari furono liberati nelle coltivazioni di canna da zucchero in un areale che si estendeva dagli Stati Uniti d'America del sud fino alle Antille e alla Guyana. A parte la vastità del territorio, è impressionante la densità dei lanci, in quanto si procedeva con la liberazione di 300.000 esemplari ad acro ogni mese. Questa iniziativa fu ampiamente contestata per la procedura adottata, a causa delle limitate conoscenze sulla determinazione tassonomica all'interno dei Trichogramma.
Le principali critiche a questo metodo vertono su due punti fondamentali. Da un lato esiste il rischio di allevamento di specie o razze o tipi genetici differenti da quelli realmente attivi nell'ambiente naturale. Questo aspetto fu messo in evidenza dalle polemiche nate contro il Trichogramma method, al quale s'imputava una non adeguata caratterizzazione sistematica degli ausiliari impiegati in relazione alla morfologia, alla biologia, all'etologia. L'altra critica verte sull'impatto ecologico sulla popolazione dei tipi selvatici derivante dall'immissione di una grande quantità di tipi genetici specifici isolati e moltiplicati su larga scala in laboratorio: secondo le critiche, questa pratica incrementa la consanguineità e altera la distribuzione naturale dei geni, con conseguenze negative sulla variabilità genetica della specie; tuttavia i lanci inondativi effettuati con Trichogramma brassicae indigeno allevato solo per alcune generazione su uova di ospiti di sostituzione mediante droni per il controllo della piralide del mais è metodo alternativo valido rispetto all'impiego di insetticidi di sintesi. All'occorrenza può essere utilizzato in integrazione anche trattamento con trampoli e preparati a base di Bacillus thuringiensis var. kurstaki (BURGIO, MAINI 1995).

### Metodo inoculativo
Si tratta del metodo più applicato nell'ambito della lotta biologica integrale e, per estensione, nella lotta integrata. Il metodo consiste nella liberazione periodica di esemplari di una specie, autoctona o introdotta, già presente nell'agrosistema. Molte specie beneficiano di una periodica reintroduzione perché la popolazione deve essere sistematicamente ripristinata o perché il potenziale biologico è indebolito da specifiche condizioni ambientali sfavorevoli.
Molti ausiliari esotici, pur essendo efficaci nel controllo di un determinato fitofago fuori dal loro ambiente d'origine, non si acclimatano stabilmente nel nuovo ambiente a causa delle differenti condizioni climatiche: ad esempio, i rigori invernali possono impedire lo svernamento della specie, perciò ogni anno si deve procedere alla reintroduzione dell'ausiliario. Rientra in questo caso l'esempio, citato sopra, dell'allevamento massale del Cryptolaemus montrouzieri allo scopo di ripopolare ogni anno gli agrumeti delle zone più interne della California, negli anni venti.
Un secondo motivo, piuttosto frequente, che rende necessario il ricorso al metodo inoculativo, è la riduzione della biodiversità negli agrosistemi. Molti predatori e parassitoidi hanno un regime dietetico polifago e svolgono una parte più o meno rilevante del loro ciclo su altri fitofagi associati spesso a piante spontanee. L'assenza o la rarefazione di questi ospiti nell'ambiente può comportare la scomparsa o la drastica riduzione del potenziale biologico di una determinata specie, rendendo necessaria pertanto l'inoculazione periodica. Una situazione simile riguarda, in gran parte dell'Italia, l'impiego dell'Opius concolor nella lotta biologica contro la mosca delle olive. Questo parassitoide, originario del Nordafrica, ha difficoltà di acclimatazione in Italia sia per le condizioni climatiche sfavorevoli durante l'inverno, sia per la carenza di ospiti alternativi quando cessano le infestazioni della mosca. Infatti, l'Opius è una specie polifaga che, nel suo ambiente d'origine, svolge diverse generazioni a spese di Ditteri Tefritidi associati a piante spontanee del Nordafrica, mentre in Italia è fondamentalmente monofago per la carenza di ospiti alternativi.
Va infine citato il caso, altrettanto frequente, della riduzione del potenziale biologico di molti predatori e parassitoidi causata dai trattamenti fitoiatrici o da altri interventi agronomici più o meno razionali (ad esempio la distruzione dei residui di potatura). È noto, ad esempio, che frequenti trattamenti insetticidi possono portare a inaspettate pullulazioni di Acari fitofagi a causa degli effetti deleteri sui naturali predatori (per lo più Acari Fitoseidi). Lo stesso problema si presenta nei confronti di alcuni parassitoidi esotici, come l'Aphelinus mali e la Prospaltella berlesei, che pur essendo perfettamente acclimatati in Italia, difficilmente riescono a svolgere il loro ruolo naturale a causa del frequente ricorso ad insetticidi poco selettivi nei meleti e nei pescheti.
Il metodo inoculativo può essere applicato in modo mirato ricorrendo a lanci programmati di insetti provenienti da allevamenti massali, come nell'esempio visto del C. montrouzieri, oppure può essere adottato ricorrendo a semplici accorgimenti: ad esempio la raccolta di materiale infestato (frutti, foglie, rametti) in cui è accertata la presenza di una discreta percentuale di parassitizzazione può essere utile per realizzare piccoli allevamenti massali o per garantire la sopravvivenza degli ausiliari prima dell'esecuzione di un trattamento chimico. In questi casi la lotta biologica condotta con il metodo inoculativo ha più le prerogative di un supporto alla lotta integrata.

### Metodo della conservazione e potenziamento degli Entomofagi già presenti in natura. (metodo Protettivo)
Più che un metodo di lotta biologica è in realtà una strategia seguita nella lotta integrata per sfruttare il controllo biologico dei fitofagi. In generale il metodo protettivo s'identifica in un insieme di pratiche che hanno lo scopo di preservare la popolazione degli antagonisti naturali e favorirne il potenziale biologico. Fra queste pratiche rientrano:
- il ricorso al metodo inoculativo per sopperire alla carenza di ausiliari selvatici;
- il ricorso a trattamenti fitoiatrici ad elevata selettività allo scopo di ridurre l'impatto sull'artropodofauna utile;
- la tutela della biodiversità, con particolare riguardo verso le piante alle quali sono associati ospiti alternativi.

Il metodo inoculativo si rivela necessario nei contesti in cui c'è un'effettiva debolezza dell'entomofauna utile. Questa situazione si può verificare nei confronti di uno specifico fitofago, quando il controllo biologico è eseguito efficacemente da una specie non acclimatata, oppure negli agrosistemi il cui grado di "naturalizzazione" è modesto, come ad esempio nelle fasi di conversione dall'agricoltura convenzionale alla produzione integrata. In altri contesti il metodo inoculativo può anche rivelarsi non necessario perché l'impatto della tecnica agronomica sull'entomofauna utile e sulla biodiversità in generale è basso. In ogni modo rientrano nel metodo inoculativo tutti gli accorgimenti tesi ad incrementare le popolazioni degli ausiliari.
Il ricorso ai trattamenti fitoiatrici a basso impatto è una direttiva obbligatoria, dal momento che il principale ostacolo al controllo biologico integrato è rappresentato dall'uso indiscriminato dei fitofarmaci e, soprattutto, di quelli a bassa selettività. Il rispetto della soglia di intervento è una condizione necessaria per ridurre il numero di interventi chimici e conservare nel contempo una base trofica necessaria a garantire il mantenimento degli ausiliari. Per quanto riguarda la selettività è opportuno ricorrere a principi attivi che non abbiano un ampio spettro d'azione, specie quando s'interviene in modo mirato nei confronti di una specifica avversità. Da questo punto di vista si rivelano particolarmente utili gli insetticidi di nuova generazione come i regolatori di crescita, che in genere hanno un'azione molto selettiva e a basso impatto sugli insetti utili. Gli insetticidi ad ampio spettro d'azione sono tuttavia ammissibili se il trattamento ha le prerogative di una selettività di fatto: ad esempio l'uso delle esche proteiche contro i Ditteri Tefritidi è una tecnica conservativa perché ha un modesto impatto sull'entomofauna utile.
La tutela della biodiversità è un punto cruciale delle produzioni integrate. Nel corso della seconda metà del XX secolo l'intensivazione degli agrosistemi ha portato ad una notevole semplificazione della loro composizione: la specializzazione degli ordinamenti produttivi nelle singole aziende e in interi comprensori, il ricorso alla monocoltura, l'eliminazione delle siepi e delle superfici boscate accessorie, la lavorazione degli incolti, il diserbo chimico con principi ad azione residuale, l'abbandono delle tradizionali sistemazioni idraulico-agrarie, molte delle quali contemplavano la presenza di filari di piante arboree nei seminativi, sono fattori concomitanti che hanno drasticamente ridotto la biodiversità vegetale e, di riflesso, hanno portato alla scomparsa o alla rarefazione dei Vertebrati e degli Artropodi utili. Dagli anni ottanta c'è stata un'inversione di tendenza soprattutto negli obiettivi dei programmi territoriali e di sviluppo delle Regioni e dell'Unione europea, privilegiando gli orientamenti produttivi verso l'estensivazione, la rinaturalizzazione degli ambienti rurali, il ripristino e la tutela della biodiversità.

## Vantaggi della lotta biologica
Quando, a partire dagli anni cinquanta, si diffuse su larga scala il ricorso alla lotta chimica si evidenziarono i due punti di forza dell'uso dei fitofarmaci: l'incremento delle rese quantitative e le migliori caratteristiche merceologiche dei prodotti. Il controllo biologico, infatti, non consente l'abbattimento della popolazione dei fitofagi, perciò la persistenza di una certa percentuale di danno, sia quantitativo sia qualitativo, è da ritenersi fisiologica. A questi aspetti va aggiunta la semplicità operativa della lotta chimica e, soprattutto, la sua efficacia nel breve termine.
Questi aspetti spiegano la completa sostituzione, nei paesi ad agricoltura intensiva, del controllo biologico da parte del controllo chimico. La lotta chimica trovò difficoltà di applicazione solo negli ambienti forestali e in generale nei paesi in via di sviluppo, a causa del forte impatto economico di questa strategia.
L'uso indiscriminato di fitofarmaci a largo spettro d'azione (clororganici, fosforganici, carbammati), dotati di notevole persistenza (clororganici), di elevata tossicità acuta (fosforganici) o cronica (clororganici), ha in un secondo tempo messo in luce gli aspetti negativi della difesa chimica delle colture, aspetti che in generale si sono evidenziati nel lungo periodo, a distanza di alcuni decenni: a titolo d'esempio si possono citare l'accumulo dei residui ai vertici delle catene alimentari, il dissesto ecologico dovuto all'inquinamento delle falde acquifere e dei corsi d'acqua, l'incremento dei costi di produzione, l'incremento dei rischi sulla salute pubblica. Oltre a questi aspetti negativi ne vanno citati due di particolare rilievo nel contesto della difesa dei vegetali:
1. L'impiego indiscriminato di alcune categorie di fitofarmaci ha spesso indotto la comparsa di fenomeni di resistenza nelle specie ad alto potenziale riproduttivo, caratterizzate dalla successione di numerose generazioni nell'arco di una stagione (microrganismi patogeni e, fra gli Artropodi, acari e afidi). La resistenza, oltre a rendere inutile i trattamenti eseguiti, rende necessario il ricorso ad altri trattamenti e, spesso, a dosaggi più forti.
2. L'impiego di fitofarmaci ad alto spettro d'azione provoca una drastica riduzione delle popolazioni dei parassitoidi e dei predatori. La dinamica di popolazione di questi organismi ha ritmi di crescita più lenti rispetto a quelli dei fitofagi con conseguente difficoltà di ripristino delle condizioni iniziali. Cessato l'effetto del fitofarmaco si assiste inevitabilmente ad un'intensificazione degli attacchi dei fitofagi e, talvolta, all'insorgenza di attacchi da parte di specie considerate indifferenti perché efficacemente controllate - in condizioni normali - dagli antagonisti naturali.

Questi due aspetti spiegano il motivo per cui, nel lungo periodo, si è assistito ad un impiego sempre più crescente dei fitofarmaci parallelamente ad una insorgenza sempre più intensa delle avversità a danno dei vegetali: dall'inizio degli anni quaranta alla fine degli anni settanta, negli USA, il danno medio provocato dagli insetti sulle coltivazioni è aumentato dal 7% al 13%, il consumo di fitofarmaci, nello stesso intervallo di tempo, è aumentato del 1200%.

## Limiti applicativi
Pensare che la lotta biologica possa risolvere, da sola, il problema della difesa fitosanitaria in modo definitivo è un approccio sbagliato. La lotta biologica mantiene dei limiti intrinseci che non si possono superare nell'ambito degli agrosistemi, in virtù delle leggi naturali che sono alla base dell'ecologia: le coltivazioni sono ecosistemi artificiali che producono un'eccedenza energetica; questo surplus è il punto di partenza di adattamenti strutturali della composizione della biocenosi agraria con la tendenza ad esaurire il flusso di energia all'interno del sistema. È naturale aspettarsi che le prime specie ad avvantaggiarsi di questi avvicendamenti siano quelle che compongono il livello trofico superiore a quello dei produttori e, in particolare, quelle a più alto potenziale riproduttivo, tipicamente considerate specie pioniere.
Il tentativo dell'uomo di veicolare completamente l'eccedenza energetica delle produzioni vegetali in una produzione economica rappresenta una forzatura delle leggi dell'ecologia che non può essere sostenuta integralmente con il ricorso a meccanismi di controllo esclusivamente biologici. Dopo oltre un secolo di applicazioni in ambito sperimentale o operativo, l'esperienza maturata conduce alle seguenti conclusioni:
- La lotta biologica non è in grado di controllare efficacemente qualsiasi organismo dannoso: gli avvicendamenti strutturali delle cenosi portano inevitabilmente all'affermazione delle specie a più alto potenziale biologico, in grado di affermarsi sfuggendo almeno in parte ai meccanismi biologici di controllo. Ad esempio, negli ambienti mediterranei la Ceratitis capitata ha un elevato potere riproduttivo che non si riesce assolutamente a controllare con i suoi nemici naturali pur essendo questi presenti negli agrosistemi.
- La lotta biologica non garantisce il mantenimento delle infestazioni sotto la soglia economica di danno: le curve di crescita delle popolazioni del fitofago e dei suoi nemici naturali sono soggette ad adattamenti dinamici differenziali, secondo i modelli matematici definiti dalle equazioni di Lotka-Volterra, perciò esisteranno dei momenti in cui la popolazione degli antagonisti è troppo esigua per mantenere quella del fitofago sotto livelli economicamente sostenibili. Ad esempio, in un agrosistema rinaturalizzato le popolazioni degli afidi sono efficacemente controllate dai fattori naturali nel periodo estivo, ma le infestazioni primaverili sfuggono sempre all'azione degli antagonisti e dei fattori abiotici.
- La lotta biologica ha efficacia solo se attuata in un ambito regionale o, almeno, comprensoriale, mentre ha un'efficacia pressoché nulla in un ambito aziendale: è intuitivo che i confini aziendali non abbiano alcuna rilevanza nel momento in cui esiste una contiguità ambientale; anche ricorrendo ad intensi interventi con il metodo inoculativo, inevitabilmente le popolazioni degli antagonisti tendono a diluirsi nell'ambiente circostante e quelle del fitofago tendono a concentrarsi dove le condizioni diventano più favorevoli. A questa considerazione fanno eccezione gli agrosistemi fisicamente isolati: ad esempio, la lotta biologica si può applicare con successo anche in ambiti ristretti come le serre dotate di reti antinsetto.

Salvo poche eccezioni, nel vasto panorama delle avversità biotiche dei vegetali, la lotta biologica integrale è insufficiente a garantire il raggiungimento di obiettivi economici paragonabili a quelli dell'agricoltura convenzionale, mentre apre grandi prospettive come mezzo coadiuvante nell'ambito di una difesa integrata, soprattutto con il ricorso alla lotta biotecnica. In ogni modo, a prescindere dall'incidenza nel contesto della difesa fitosanitaria, la lotta biologica offre risultati non immediati ma duraturi nel tempo rispetto alla difesa chimica tradizionale.